# Belize az 1988. évi nyári olimpiai játékokon
Belize a dél-koreai Szöulban megrendezett 1988. évi nyári olimpiai játékok egyik részt vevő nemzete volt. Az országot az olimpián 2 sportágban 10 sportoló képviselte, akik érmet nem szereztek.

## Atlétika
Férfi
| Versenyző          | Versenyszám | Előfutam | Előfutam | Előfutam | Negyeddöntő | Negyeddöntő | Negyeddöntő | Elődöntő | Elődöntő | Elődöntő | Döntő   | Döntő    |
| Versenyző          | Versenyszám | Idő      | Hely.    | Össz.    | Idő         | Hely.       | Össz.       | Idő      | Hely.    | Össz.    | Idő     | Helyezés |
| ------------------ | ----------- | -------- | -------- | -------- | ----------- | ----------- | ----------- | -------- | -------- | -------- | ------- | -------- |
| Carlton Usher      | 400 m       | 51,42    | 8.       | 71.      | kiesett     | kiesett     | kiesett     | kiesett  | kiesett  | kiesett  | kiesett | kiesett  |
| Ian Gray           | 5000 m      | 15:33,24 | 17.      | 52.      |             |             |             | kiesett  | kiesett  | kiesett  | kiesett | kiesett  |
| Eugène Muslar      | Maraton     |          |          |          |             |             |             |          |          |          | 2:43:29 | 79.      |
| Apolinario Belisle | Maraton     |          |          |          |             |             |             |          |          |          | 3:14:02 | 98.      |

| Versenyző  | Versenyszám | Selejtező | Selejtező | Döntő    | Döntő    |
| Versenyző  | Versenyszám | Eredmény  | Helyezés  | Eredmény | Helyezés |
| ---------- | ----------- | --------- | --------- | -------- | -------- |
| Devon Hyde | Hármasugrás | 14,09 m   | 40.       | kiesett  | kiesett  |

## Kerékpározás

### Országúti kerékpározás
Férfi
| Versenyző                                                | Versenyszám     | Idő           | Helyezés      |
| -------------------------------------------------------- | --------------- | ------------- | ------------- |
| Fitzgerald Joseph                                        | Mezőnyverseny   | nem ért célba | nem ért célba |
| Michael Lewis                                            | Mezőnyverseny   | nem ért célba | nem ért célba |
| Earl Theus                                               | Mezőnyverseny   | nem ért célba | nem ért célba |
| Fitzgerald Joseph Charles Lewis Michael Lewis Earl Theus | Csapat időfutam | nem ért célba | nem ért célba |

### Pálya-kerékpározás
Sprintversenyek
| Versenyző   | Versenyszám  | Selejtező | Selejtező | 1. forduló                                         | 1. forduló | Vigaszág                                                                              | Vigaszág | 2. forduló             | 2. forduló | Vigaszág             | Vigaszág | Negyeddöntő          | 5–8. helyért           | 5–8. helyért | Elődöntő             | Döntő                | Helyezés |
| Versenyző   | Versenyszám  | Idő       | Hely.     | Ellenfelek Győztes idő                             | Hely.      | Ellenfelek Győztes idő                                                                | Hely.    | Ellenfelek Győztes idő | Hely.      | Ellenfél Győztes idő | Hely.    | Ellenfél Győztes idő | Ellenfelek Győztes idő | Hely.        | Ellenfél Győztes idő | Ellenfél Győztes idő | Helyezés |
| ----------- | ------------ | --------- | --------- | -------------------------------------------------- | ---------- | ------------------------------------------------------------------------------------- | -------- | ---------------------- | ---------- | -------------------- | -------- | -------------------- | ---------------------- | ------------ | -------------------- | -------------------- | -------- |
| Paul Réneau | Férfi egyéni | 11,732    | 20.       | Vratislav Šustr (TCH) · Curt Harnett (CAN) · 11,21 | 3.         | Miva Hideki (JPN) · Li Fu-hsziang (Lee Fu-Hsiang) (TPE) · Michele Smith (CAY) · 11,56 | 3.       | kiesett                | kiesett    | kiesett              | kiesett  | kiesett              | kiesett                | kiesett      | kiesett              | kiesett              | kiesett  |